# Tudor IT Process Assessment
Tudor IT Process Assessment (TIPA®) er et rammeværk bestående af processer, værktøjer, guides og templates, der er udviklet af CRP Henri Tudor i Luxembourg. TIPA er et åbent rammeværk til brug for vurdering af IT-processers formåen (capability), og det blev første gang publiceret i 2003. TIPA-rammeværket tilbyder en struktureret metode til at afgøre proces-formåen (process capability) af processer, der tager afsæt i anerkendt best practice. TIPA understøtter samtidigt proces-forbedringer ved at kunne skabe en Gap-analyse og fremkomme med anbefalinger til forbedringer.
TIPA-rammeværket anvender den generiske fremgangsmåde for vurdering af processer, der er publiceret af International Organization for Standardization (ISO) og International Electro-technical Commission (IEC) i ISO/IEC15504 – Procesvurdering (afløses af den kommende ISO/IEC 33000). Kravene i ISO/IEC 15504-2 til gennemførelse af procesvurdering er struktureret og dokumenteret i processen for gennemførelse af TIPA procesvurdering. Yderligere vejledning, kontekstuel rådgivning og erfaringsudbytte udfylder TIPAs procesvurderingsmetode og understøtter således anvendeligheden af TIPA-rammeværket. TIPAs procesvurderingsmetode kan anvendes til vurdering af processer for forskellige virkeområder.
TIPA rammeværket understøttes af en omfattende værktøjskasse med skabeloner og værktøjer for hvert enkelt trin i procesvurderingen. De kan tilpasses anvendelse i ethvert område.

## Oversigt
En procesvurdering gennemføres for at få en klar vurdering af den nuværende praksis i et bestemt domæne i en virksomhed (fx IT Service Management-domænet med TIPA for ITIL). Målet er at sammenligne virksomhedens praksis med et referencegrundlag, så det nuværende niveau for processerne kan måles, og der kan udarbejdes forslag tilprocesforbedringer.
Gennemførelsen af en Gap-analyse hjælper til udarbejdelse og identifikation af styrker, svagheder, muligheder og trusler (SWOT), etableringen af et klart billede af det nuværende procesniveau samt identifikation og anbefaling af forbedringer for at opnå det ønskede procesniveau.
Modellen anvender interviews til at forstå den måde, en proces gennemføres på, og der anvendes en skala til indplacering af processens modenhed. Dermed styres forskelle mellem referencemodel og virksomhedens nuværende niveau. En procesvurderingsopgave starter med et klart defineret mål for opgaven. Opgaven/projektet involverer en række roller som tager del i procesvurderingen. Procesvurderingen er organiseret i 6 faser og er understøttet af en række værktøjer (skabeloner og regneark), som er indeholdt i TIPA Toolbox.

## Historie
I 2002 blev ITIL første gang registreret anvendt blandt virksomheder i Luxembourg. I samme periode blev ISO/IEC TR 15504 Procesvurderingsstandard opgraderet med henblik på at skabe en generisk standard for procesvurdering, der kunne sikre anvendelse i et vilkårligt domæne. Med CRP Henri Tudor som aktivt medlem af denne ISO-arbejdsgruppe, der skulle forestå denne transformation indenfor ISO/IEC JTC 1/SC 7, blev ideen født om at forsøge at anvende dette nye generiske rammeværk til procesvurdering for såvel softwareudvikling som IT-driftsprocesser.
Dette førte til etableringen af forsknings- og udviklingsprojektet AIDA (Assessment and Improvement integrateD Approach) i 2003. AIDAs mål var at etablere en fælles metode til definition og vurdering af processer for både softwareudvikling og IT-driftsprocesser. Projektet resulterede i etableringen af en metode til struktureret vurdering af IT Service Management-processer baseret på ITIL. Metoden var fuldt kompatibelt med beskrivelsen i ISO/IEC 15504, der oprindeligt var skabt for vurdering af processer til softwareudvikling.
Den første procesreference og procesvurderingsmodel til ITIL v2 blev udviklet og eksperimentelt anvendt i årene 2004-2005 i samarbejde med ITIL-eksperter. I de følgende år blev der gennemført yderligere forsøg lokalt i Luxembourg og en del andre områder rundt om i verden. AIDA blev i 2009 markedsført som TIPA (Tudor IT Process Assessment), og varemærket er officielt registreret.
Den komplette metode blev publiceret i bogen “ITSM Process Assessment Supporting ITIL“, der blev udgivet i 2009. I 2013 gennemførtes en gennemgribende opgradering af TIPA til ITIL for at sikre overensstemmelse mellem TIPA-rammeværket og ITIL v2. Denne opgradering blev samtidig muligheden for at udnytte 8 års erfaringer fra CRP Henri Tudor og periodens brugere af rammeværket, således den overordnede kvalitet af rammeværket kunne styrkes. Den seneste opgradering blev gennemført i marts 2014 og indeholdt introduktionen af flere niveauer (klasser) af vurderinger, ligesom der blev foretaget justeringer af rammeværket, således det er i overensstemmelse med krav fra den kommende ISO/IEC 3300x-serie, der er planlagt at skulle erstatte ISO/IEC 15504 med udgangen af 2014.

## Anvendelse
- Til at sammenligne dine processer med ”state of the art”
- Til at afgøre formåen af dine processer
- Til at sammenligne dine processers formåen med processer fra andre områder
- Til at identificere styrker, svagheder og forbedringsmuligheder ved de enkelte processer
- Til strukturering af forbedringsinitiativer og opsætning af prioriteter
- Til at monitorere fremdrift og dokumentere resultater af forbedringsaktiviteter
- Til benchmarking af partnere
- Til egen benchmarking op imod konkurrenter
- Til støtte ved udvælgelse af underleverandører i overensstemmelse med forretningsmål og kundekrav

## TIPA for ITIL®
TIPA for ITIL® (Information Technology Infrastructure Library) er anvendelse af TIPA-rammeværket på IT Service Management-området. Den anvender TIPAs vurderingsmetode på IT Service Management best practice, der er beskrevet i ITIL v3 (2011).

### ISO/IEC 15504
TIPA anvender fremgangsmåden defineret i ISO/IEC 15504, som kan tages i anvendelse af eller for en organisation ved bestemmelse af:
a) Niveauet af organisationens egne processer for at kunne forstå forbedringspotentialet i processerne;
b) Egnetheden af organisationens egne processer i forbindelse med et specifikt krav eller et samlet niveaukrav;
c) Egnetheden af en anden organisations processer i forbindelse med en specifik kontrakt eller underleverandøraftale.
TIPA har hovedsagligt målrettet vurderingsmetoden til strukturen i det første anvendelsesområde i ISO/IEC 15504 (procesforbedring), men metoden understøtter også de øvrige to anvendelsesområder.
TIPA bruger den vurderingsskala og de niveauer af formåen, der er defineret i ISO/IEC 15504-standarden for procesmåling. Der anvendes en skala i fire niveauer (Ikke opfyldt, Delvist opfyldt, Størstedels opfyldt og Fuldt opfyldt) til at udtrykke graden af opnåelse for de bedømte proces-attributter. En kombination af resultater fra specifikke proces-attributter og definerede gruppe-attributter afgør en proces’ niveau af formåen (capability).

### ITIL
The Information Technology Infrastructure Library (ITIL) er et sæt af best practices for IT service management (ITSM), der fokuserer på at sikre, at IT-services skaber værdi ved at opfylde behovene fra forretningen. ITIL har struktureret disse best practice-anbefalinger som processer. TIPA til ITIL muliggør, at disse processer kan vurderes. ISO/IEC 15504-procesvurdering skal gennemføres op imod en kompatibel procesvurderingsmodel, som kombinerer beskrivelsen af processen (i form af processens formål og dets resultat) med indikatorer på ydelse og formåen. TIPAs procesvurderingsmodel for ITIL indeholder denne strukturerede beskrivelse af ITIL-processerne. Modellen blev udviklet til at anvende til udarbejdelse af kravspecifikationer for udviklingsarbejde, hvilket understøtter de kvalitetskarakteristika, der forventes for en kompatibel procesmodel (sporbarhed, rummelighed, anvendelighed, tilgængelighed).

### TIPAs karakteristika
- TIPA udbygger de krav, der eksisterer i ISO/IEC 15504, igennem tilvejebringelse af en detaljeret og dokumenteret vurderingsproces.
 - TIPA fokuserer på interviews som det primære middel til indsamling af bevis for graden af formåen i en procesimplementering (process capability).
 - TIPA fremhæver nødvendigheden af at gennemføre en velfunderet SWOT analyse som en del af procesvurderingen op imod procesforbedringer.
 - TIPA leveres med en omfangsrig værktøjskasse, der indeholder skabeloner og værktøjer til hvert enkelt trin af vurderingsprocessen. Det kan tilpasses alle anvendelsesområder.

## TIPA komponenter

### 6 faser
- Definitionsfase: Under definitionsfasen er det primære mål at definere omfanget af opgaven, at identificere nøglespillere, at blive enige om en opgavebeskrivelse og at nå til enighed om aftaledokumentet for vurderingen.

- Forberedelsesfase: I denne fase er målet at få afdækket den organisatoriske kontekst for derefter at planlægge selve procesvurderingerne og afdække den berørte del af organisationen (gennem forberedelse af Assessment team, dokumenter, der skal bruges under vurderingen og de folk, der skal interviewes).

- Vurderingsfase: Denne fase er nøglen i procesvurderingen, og den indeholder gennemførelse af planlagte interviews samt gennemgang af dokumenter, som tilsammen muliggør en bedømmelse af processen og definition/fastlæggelse af processens formåen.

- Analysefase: Efter vurderingsfasen analyseres de indsamlede informationer, og der gennemføres en SWOT-analyse, før der opstilles anbefalinger til forbedringer.

- Præsentationsfase: Resultater præsenteres til relevante nøglepersoner, og en detaljeret vurdering (assessment report) præsenteres.

- Afslutningsfase: Procesvurderingsprojektet kan derefter lukkes.

### Roller
De seks faser ledes af mindst én Lead Assessor, og de gennemføres af en eller flere Assessorer.
- TIPA Assessor: Den person, der gennemfører interviews, analyserer resultater og udtrækker konklusion på den vurderede procesmodenhed.

- TIPA Lead Assessor: Ansvarlig for, at vurderingen efterlever retningslinjer i modellen og for resultatet af procesvurderingen. Personen er Projektleder på procesvurderingsprojektet. En TIPA procesvurdering kan ikke gennemføres uden en Lead Assessor.

### TIPA’s klasser af procesvurdering
Som ved standard CMMI® Appraisal Method for Process Improvement (SCAMPI), eksisterer der tre forskellige klasser af procesvurderinger i TIPA. En TIPA-vurdering kan gennemføres som Class 1, 2 eller 3 - afhængig af behovet for tillid til de indsamlede resultater og tilgængelighed af ressourcer til gennemførelse af interviews. TIPA Class 1 kræver flere ressourcer end et TIPA Class 2 og et TIPA Class 2 kræver flere ressourcer end et TIPA Class 3.
- TIPA Class 1 er den mest præcise klasse og giver en meget høj grad af objektivitet og nøjagtighed takket være en stor samling af dokumentation (resultater) der sikrer tillid til vurderingsresultatet. De øvrige klasser har ikke samme grad af nøjagtighed.

- TIPA Class 2 svarer til den oprindelige TIPA-vurderingsmetode; der er en god balance mellem de nødvendige ressourcer og anvendeligheden af de opnåede resultater.

- TIPA Class 3 er en mindre omfattende vurderingsmetode. Den kræver færre ressourcer, dokumentation og tid end de to andre klasser, men den leverer også kun et begrænset vurderingsresultat med en minimal proces-analyse.

#### Tabel til sammenligning af vurderingsklasserne
|                                      | TIPA Class 1                                                          | TIPA Class 2                                                                                 | TIPA Class 3                                                         |
| ------------------------------------ | --------------------------------------------------------------------- | -------------------------------------------------------------------------------------------- | -------------------------------------------------------------------- |
| Ledelse af vurderings-projekt        | 1 certificeret TIPA Lead Assessor nødvendig                           | 1 certificeret TIPA Lead Assessor nødvendig                                                  | 1 certificeret TIPA Lead Assessor nødvendig                          |
| Antal af Assessorer (pr proces)      | 2 certificerede TIPA Assessors (en kan være projektets Lead Assessor) | 2 certificerede TIPA Assessors (en kan være projektets Lead Assessor)                        | 1 certificeret TIPA Assessor (som kan være projektets Lead Assessor) |
| Uafhængighed af Assessment Team      | Assessment Team helt uafhængig fra den organisation der skal vurderes | Assessment Team ansvarsmæssigt uafhængig fra det personel i organisationen der skal vurderes | Ingen krav om uafhængighed hos Assessment Team                       |
| Minimum antal interviews (pr proces) | 4                                                                     | 3                                                                                            | 2                                                                    |
| Vurdering af interviews              | 1 vurdering pr interview                                              | 1 vurdering pr interview                                                                     | 1 enkelt vurdering er tilladt for alle interviews                    |
| Beviskilder                          | 2 kilder                                                              | 1 kilde (yderligere kilde anbefalet i specifikke tilfælde)                                   | 1 kilde                                                              |
| Nøjagtighed                          | +++                                                                   | +++                                                                                          | ++                                                                   |
| Pålidelighed                         | +++                                                                   | ++                                                                                           | ++                                                                   |
| Repetérbarhed                        | +++                                                                   | +++                                                                                          | +                                                                    |
| Omkostning                           | +++                                                                   | ++                                                                                           | +                                                                    |
| Publicering af resultat              | Certifikat                                                            | Certifikat                                                                                   | Certifikat                                                           |

## Værktøjer
TIPA toolbox indeholder en samling af metodiske værktøjer samt værktøjer udviklet i MS Office til støtte i alle faser af en TIPA-vurdering. Alle TIPA Certificerede Assessorer kan anvende denne værktøjskasse til gennemførelse af TIPA-vurderinger. Værktøjskassen indeholder:
- Skabeloner til TIPA-præsentationer
- TIPA Procesvurderingsmodel (PAM)
- Et projektledelsesværktøj
- Interview-skemaer med spørgsmål
- Procesvurderingsværktøj
- Skabeloner til Vurderingsrapport

## TIPA-certificeringer
Implementeringen af TIPA for ITIL i markedet er understøttet af et trænings- og certificeringsprogram, der udbydes i et samarbejde mellem ITPreneurs (kursusudbyder) og Public Research Centre Henri Tudor (certificeringsorgan). Mulige certificeringer er: TIPA Assessor (ITIL) og TIPA Lead Assessor.

## Links til andre rammeværker

### CMMI
CMMI-SVC kan på sin vis regnes som den nærmeste konkurrent til TIPA, men der eksisterer forskelle. Ganske vist er CMMI-SVC generelt rettet mod vurdering af services, men TIPA til ITIL fokuserer på IT-services. CMMI understøtter både proces-formåen og organisationens modenhed.

### COBIT
Control Objectives for Information and Related Technology (COBIT) er et rammeværk der er skabt af Information Systems Audit and Control Association (ISACA) til informationsteknologiledelse (IT-ledelse) og IT-styring. COBIT giver et sæt af anbefalede fremgangsmåder for styrings- og kontrolprocesser til informationssystemer og teknologi med det formål at afstemme IT med forretningen. Det muliggør, at ledere kan bygge bro over gabet mellem kontrolforanstaltninger, tekniske forhold og forretningsrisici. På samme måde som TIPA tilslutter COBIT 5 sig ISO/IEC 15504-filosofien for procesvurdering.

### ISO/IEC 20000
ISO/IEC 20000 er den internationale standard, der muliggør for firmaer at demonstrere deres fortrinlighed (excellence) i IT-management. Standarden sikrer, at virksomheder kan opnå præstationsbaseret benchmarking (via certificering). TIPA til ITIL kan forberede en ISO/IEC 20000 certificering, fordi TIPA til ITIL vurderer en stor del af de processer, der anvendes i en ISO/IEC 20000 certificering.

### ISO/IEC 33000
ISO/IEC 33000 er en revideret udgave af ISO/IEC 15504, og den forventes at blive gældende fra begyndelsen af 2015. Det hidtidige arbejde med TIPA, inklusive introduktion af flere klasser af procesvurdering, er afstemt med arbejdet, der er udført af ISO i forbindelse med ISO/IEC 330xx-serien. TIPA er fuldt afstemt med den kommende ISO/IEC 330xx-serie.

## Partnerskab
TIPA blev udviklet af Public Research Centre Henri Tudor takket været støtte fra flere partnere, blandt andre:
- Van Haren Publishing,[11] udgiver af best practices, metodeværker og standarder. De er udgiver af TIPA-håndbogen “ITSM Process Assessment supporting ITIL”.
- ITPreneurs,[12] udbyder af IT træningsindhold og -services. De er de officielle træningsudbydere af TIPA til ITIL.

## Afgrænsning
- TIPA har omdøbt procesformåen med procesmodenhed, hvilket kan være forvirrende.
- TIPA til ITIL tillader ikke at gennemføre en vurdering af den organisatoriske modenhed, ligesom der ikke eksisterer benchmarking-data endnu.

## References
1. ↑  "About TIPA®". Arkiveret fra originalen 1. januar 2015. Hentet 2. januar 2015.
2. ↑  ISO_IEC 15504-2
3. ↑  "The TIPA toolbox". Arkiveret fra originalen 23. december 2014. Hentet 13. januar 2015.
4. ↑  TIPA® is a Registered Trade Mark of the Centre de Recherche Public Henri Tudor.
5. ↑  ISO_IEC 33002
6. ↑  FSM. David Cannon (2011). ITIL Service Strategy 2011 Edition. The Stationery Office. ISBN 978-0113313044.
7. ↑  Lou Hunnebeck (2011). ITIL Service Design. The Stationery Office. ISBN 978-0113313051.
8. ↑  Stuart Rance (2011). ITIL Service Transition. The Stationery Office. ISBN 978-0113313068.
9. ↑  Randy A. Steinberg (2011). ITIL Service Operation. The Stationery Office. ISBN 978-0113313075.
10. ↑  Vernon Lloyd (2011). ITIL Continual Service Improvement. The Stationery Office. ISBN 978-0113313082.
11. ↑  Van Haren Publishing
12. ↑  ITpreneurs

## Officielle kilder
- "Itsm Process Assessment Supporting Itil - Using Tipa to Assess and Improve Your Processes With Iso 15504 and Prepare for Iso 20000 Certification". TIPA Handbook (First edition, December 2009, ISBN 9789087535643). Van Haren Publishing. 2009. Arkiveret fra originalen (PDF or hardcopy) 22. august 2014. Hentet 1. januar 2010.
- "TIPA Classes of Assessment". Whitepaper. CRP Henri Tudor. 2014. Arkiveret fra originalen (PDF) 6. oktober 2014. Hentet 10. marts 2014.

- Wikimedia Commons har flere filer relateret til Tudor IT Process Assessment
- TIPA online - http://www.tipaonline.org Arkiveret 21. januar 2012 hos  Wayback Machine
- Luxembourg Intitute of Science and Technology - http://www.list.lu/en/projects/projet-detail/tudor-it-process-assessment/ (Webside+ikke+længere+tilgængelig)